# Os Tincoãs
Os Tincoãs a fost o trupă populară braziliană din Bahia, activă în principal între anii 1960 și 1970. Ele sunt numite după pasărea Tincoã, o subspecie a cucului veveriță⁠(d) originară din Brazilia. Muzica trupei Os Tincoãs a fost puternic influențată de tradițiile religiei Candomblé⁠(d) din Bahia.
Mateus Aleluia, este încă foarte activ artistic, continuând să cânte și să compună. Aleluia sa mutat în Angola în 1983, unde a început să lucreze la un proiect de cercetare culturală pentru guvernul angolez. În 2002 s-a întors în Brazilia, iar în 2010 a debutat cu „Cinco Sentidos”, primul său album solo, produs de casa de discuri Garimpo și sponsorizat de Petrobrás . În 2017 a lansat „Fogueira Doce”, un nou album produs independent. 
Badú, care s-a alăturat trupei Os Tincoãs în 1975 și a făcut parte din aceasta până în 1983. El locuiește în prezent, de 30 de ani, pe insula Gran Canaria, Spania.

## Discografie
- 1961 - Meu Último Bolero
- 1973 - Os Tincoãs
- 1975 - O Africanto dos Tincoãs
- 1977 - Os Tincoãs
- 1982 - Os Tincoãs Especial
- 1986 - Dadinho e Mateus
- 2017 - Nós, Os Tincoãs